# هاني شمس
هاني حسين علي محمد شمس (1970 - ) نائب في مجلس الأمة الكويتي، شارك في الانتخابات البرلمانية السادسة عشر 2012 في تاريخ الكويت، والتي أجريت في يوم 1 ديسمبر 2012، وفاز بعضوية مجلس الامة الكويتي ( ديسمبر 2012 ) المبطل بحكم المحكمة الدستورية، عن الدائرة الخامسة بعدد اصوات
(1666) وحصل علي المركز الرابع، حاصل على البكالوريوس في المحاسبة من جامعة الكويت وعمل في وزارة المواصلات من 1990 - 1996 ومحاسبا في البنك المركزي من 1996 - 1999 ومدرس حاسوب في وزارة التربية منذ عام 1999 حتى الآن ويحظى برئاسة مجلس إدارة الجمعية الثقافية الاجتماعية وكان رئيس مجلس إدارة جمعية الرميثية التعاونية.

## مواقفه في مجلس الأمة
| الكتل                                          | التحالف الاسلامي الوطني |
| إحالة استجواب احمد الحمود إلى التشريعية (2013) | موافق                   |
| المداولة الأولى لإسقاط الفوائد (2013)          | موافق                   |
| التصويت على مرسوم الصوت الواحد (2013)          | موافق                   |
| تأجيل استجواب الأذينة (2013)                   | غير موافق               |
| قانون مكافحة الإرهاب وغسل الأموال (2013)       | ممتنع                   |